# Єленя-Гура
Єленя-Гура (пол. Jelenia Góra, нім. Hirschberg; до 1927 — Гіршберг, в 1927 — 1945 — Гіршберг-ім-Ризенгебірге; нім. Hirschberg im Riesengebirge) — місто в південно-західній Польщі, на річці Бубр, входить у Нижньосілезьке воєводство. Має статус міського повіту. Охоплює площу 108,4 км². Населення 87 017 мешканців (на 2006 рік). До 1945 року входило до складу німецької Сілезії. Передане Польщі згідно з Потсдамською угодою (1945).

## Етимологія
Означає «оленяча гора».
Походить від пол. jeleń — «олень», пол. jelenia — «оленяча» та пол. góra — «гора», що є перекладом нім. Hirsch — «олень» та нім. Berg — «гора».

## Українці в Єлені-Гурі
У рамках акції «Вісла» в Єленьогурській котловині з'явилися депортовані православні українці. Перше православне богослужіння в залі при колишньому євангелістському костелі відправив 27 листопада 1947 року о. Степан Бігун — перший єленьогурський настоятель — священник надзвичайно заслужений для православних з Нижньої Сілезії. Завдяки його старанням православним перейшов занедбаний костел Пресвятої Богородиці — сучасна православна церква св. Петра і Павла по вул. 1 Мая, 40. Церква розташована в невеликому пізньобароковому однонавовому костелі, збудованому в 1737—1738 рр. Після Другої світової війни цей костел був призначений для розборки. Отець Бігун привіз сюди церковні предмети зі знищених церков Люблінщини — з Грубешова, Турковиць та Чернечина. Завдяки цьому збереглися предмети матеріальної культури місцевих православних. Тут також опинився іконостас 19 ст. з іконами, які є копіями ікон Віктора Васнецова з Володимирського собору у Києві. В 1955-53 рр. було виконано капітальний ремонт храму з виконанням русько-візантійських розписів пресбітерія Адамом Сталони-Добжанським та Юрієм Новосільським. У 2000 р. розписи були реставровані та подекуди доповнені Михайлом Богуцьким.

## Демографія
Демографічна структура станом на 31 березня 2011 року:
|          | Загалом | Допрацездатний вік | Працездатний вік | Постпрацездатний вік |
| -------- | ------- | ------------------ | ---------------- | -------------------- |
| Чоловіки | 39137   | 6290               | 27952            | 4895                 |
| Жінки    | 44723   | 6148               | 26195            | 12380                |
| Разом    | 83860   | 12438              | 54147            | 17275                |

## Уродженці
- Карл Йоєль (1864—1934) — німецький філософ.
- Ганна Райч (1912—1979) — німецька жінка-авіатор.

## Міста-партнери
- Тернопіль (від 2016)[8]